# Chelsea Girls
Chelsea Girls je americký film z roku 1966, jehož režiséry byli Andy Warhol a Paul Morrissey. Ve filmu mimo jiné hrají Ingrid Superstar, Gerard Malanga, Eric Emerson, Mary Woronov nebo Nico i se svým synem Ari Boulogne. Hudbu k filmu vytvořila skupina The Velvet Underground.